# La Rochebeaucourt-et-Argentine
La Rochebeaucourt-et-Argentine település Franciaországban, Dordogne megyében. Lakosainak száma 331 fő (2022. január 1.). La Rochebeaucourt-et-Argentine Blanzaguet-Saint-Cybard, Combiers, Édon, Gout-Rossignol, Champagne-et-Fontaine és Sainte-Croix-de-Mareuil községekkel határos.

## Népesség
A település népességének változása:
| Lakosok száma | 459  | 411  | 424  | 398  | 326  | 308  | 322  | 331  | 332  | 331  |
|               | 1968 | 1982 | 1990 | 2006 | 2013 | 2015 | 2017 | 2019 | 2020 | 2022 |